# Bors landskommun
Bors landskommun var en tidigare kommun i Jönköpings län.

## Administrativ historik
Bors landskommun inrättades som storkommun vid kommunreformen 1952 genom sammanläggning av de tidigare kommunerna Gällaryd, Tånnö och Voxtorp. Den fick sitt namn efter tätorten Bor.
År 1971 upplöstes kommunen och dess område tillfördes Värnamo kommun.
Kommunkoden var 0626

### Kyrklig tillhörighet
I kyrkligt hänseende tillhörde kommunen församlingarna Gällaryd, Tånnö och Voxtorp.

## Kommunvapnet
Blasonering: I blått fält ett treberg av silver, vari en svart kloförsedd hand uppskjuter, ovan åtföljt av ett dryckeshorn av silver, mot vilket från övre sköldkanten en hand av silver nedskjuter.
Vapenbilden bygger på en sägen om en riddares möte med troll och fastställdes av Kungl Maj:t 1957. Det gällde fram till kommunens upplösning 1970/71.

## Geografi
Bors landskommun omfattade den 1 januari 1952 en areal av 265,45 km², varav 211,76 km² land. Efter nymätningar och arealberäkningar färdiga den 1 januari 1957 omfattade landskommunen den 1 november 1960 en areal av 260,50 km², varav 209,92 km² land.

### Tätorter i kommunen 1960
| Tätort   | Folkmängd |
| -------- | --------- |
| Bor      | 576       |
| Ohs bruk | 235       |

Tätortsgraden i kommunen var den 1 november 1960 31,9 procent.

## Politik

### Mandatfördelning i valen 1950–1966
| 10 | 13 | 12 |

| 35 |

| 11 | 11 | 7 | 6 |

| 35 |

| 9 | 12 | 14 |

| 35 |

| 12 | 13 | 7 | 3 |

| 33 |

| 9 | 15 | 7 | 2 | 2 |

| 34 |